# ファルコン・クリフ・リフト

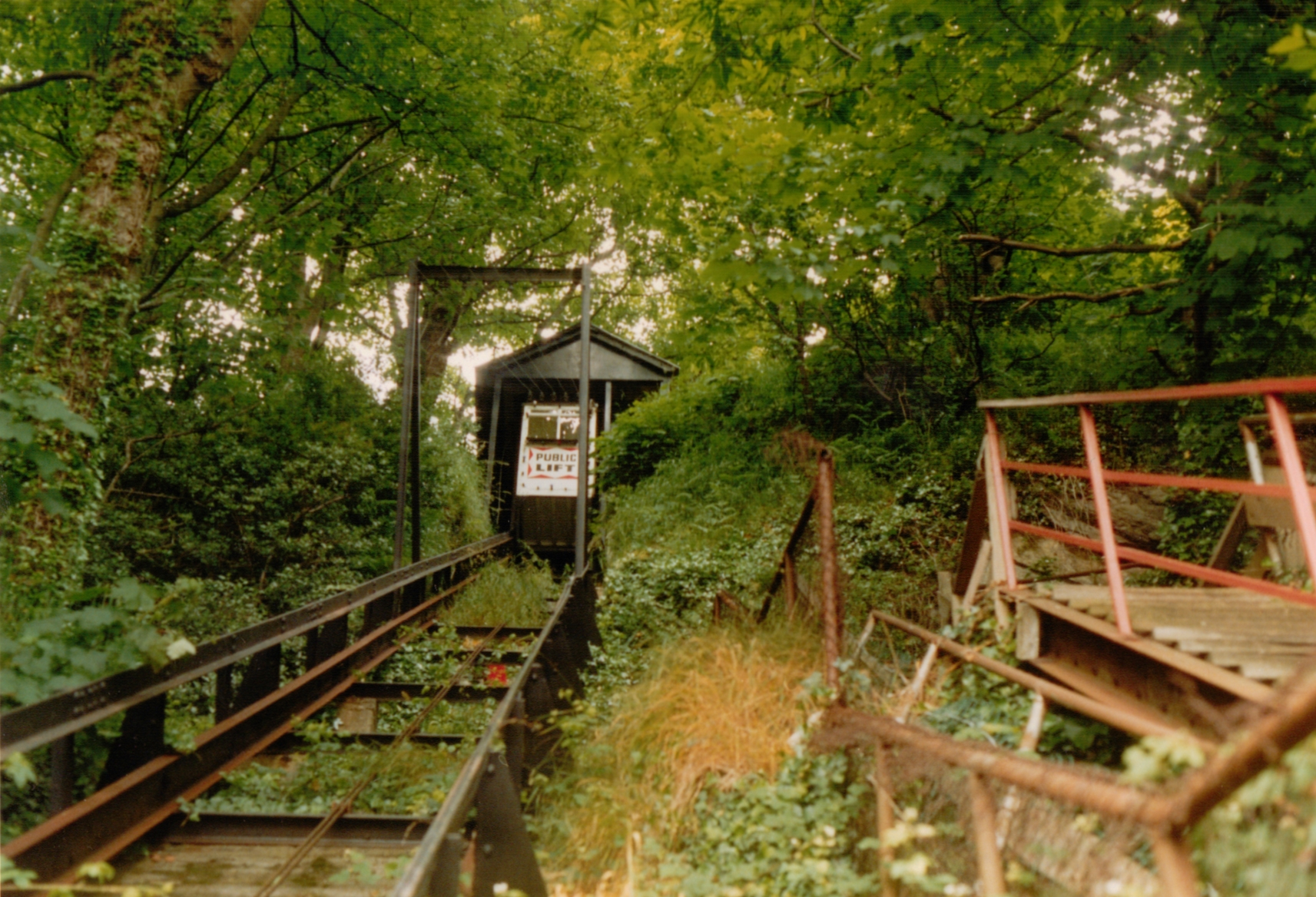
廃止後のファルコン・クリフ・リフト（1991年6月）

ファルコン・クリフ・リフト（英: Falcon Cliff Lift）は、かつてマン島の主都ダグラス市にあった、軌間5 ft (1,524 mm)の廃止された崖の鉄道である。
当鉄道は、ダグラス市の遊歩道からほんの少し離れた場所にあり、より高い崖の上にあるファルコン・クリフ・ホテル (Falcon Cliff Hotel) が利用できるように建設されていた。
現在オフィスが収容されている、この独特な城郭風の建物は、それ自身がキャバレーバーとなる、かつてこの町の最も賑やかなナイトライフ会場の一つであり、そして招待客および訪問客が目的地に到達するための簡単な方法として、崖にあるリフトが利用されていた。
元々の車両は、約4名の乗客を運ぶために供給されていたが、1929年に（整備士および作業場はそのままで）この車両が置き換えられており、今日の現存したままの車両となっている。
当路線は、1990年夏季に最後の運行がされており、いくつかのグループが代わりの場所での復活に対する関心の表明を行っていたが、その将来性および最終的な所有権は不明確である。
当鉄道は、1887年5月30日にリフトのメンテナンス作業が行われていたときに発生した惨事の現場であり、この事故でアルフレッド・ウォルター・カイン (Alfred Walter Cain) が死亡に至っており、彼は父親であるトーマス・カイン (Thomas Cain) に代わってメンテナンスチームの一員として働いていた。